# Pfarrkirche Irdning

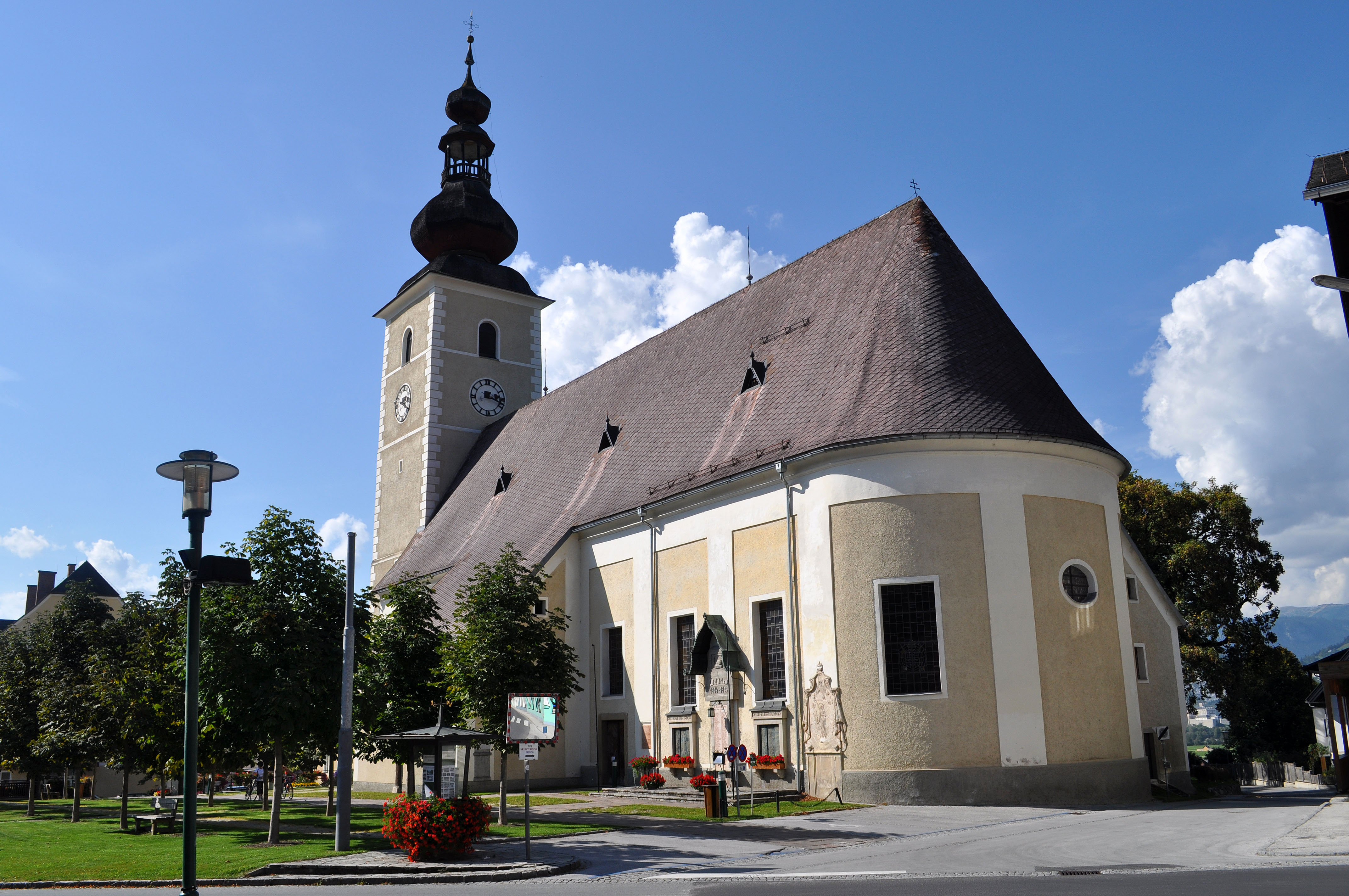
Katholische Pfarrkirche Hll. Petrus und Paulus in Irdning

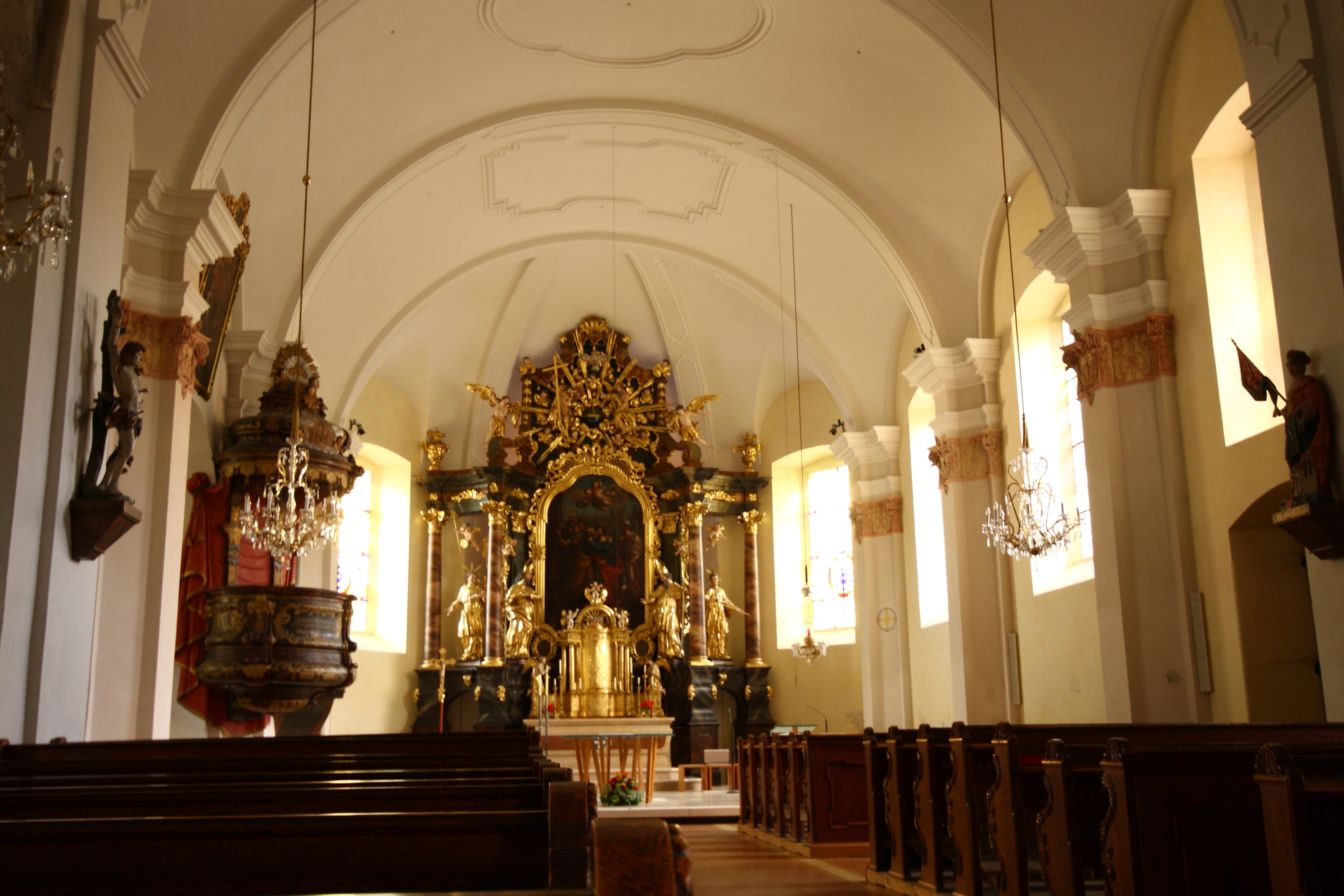
Langhaus, Blick zum Chor

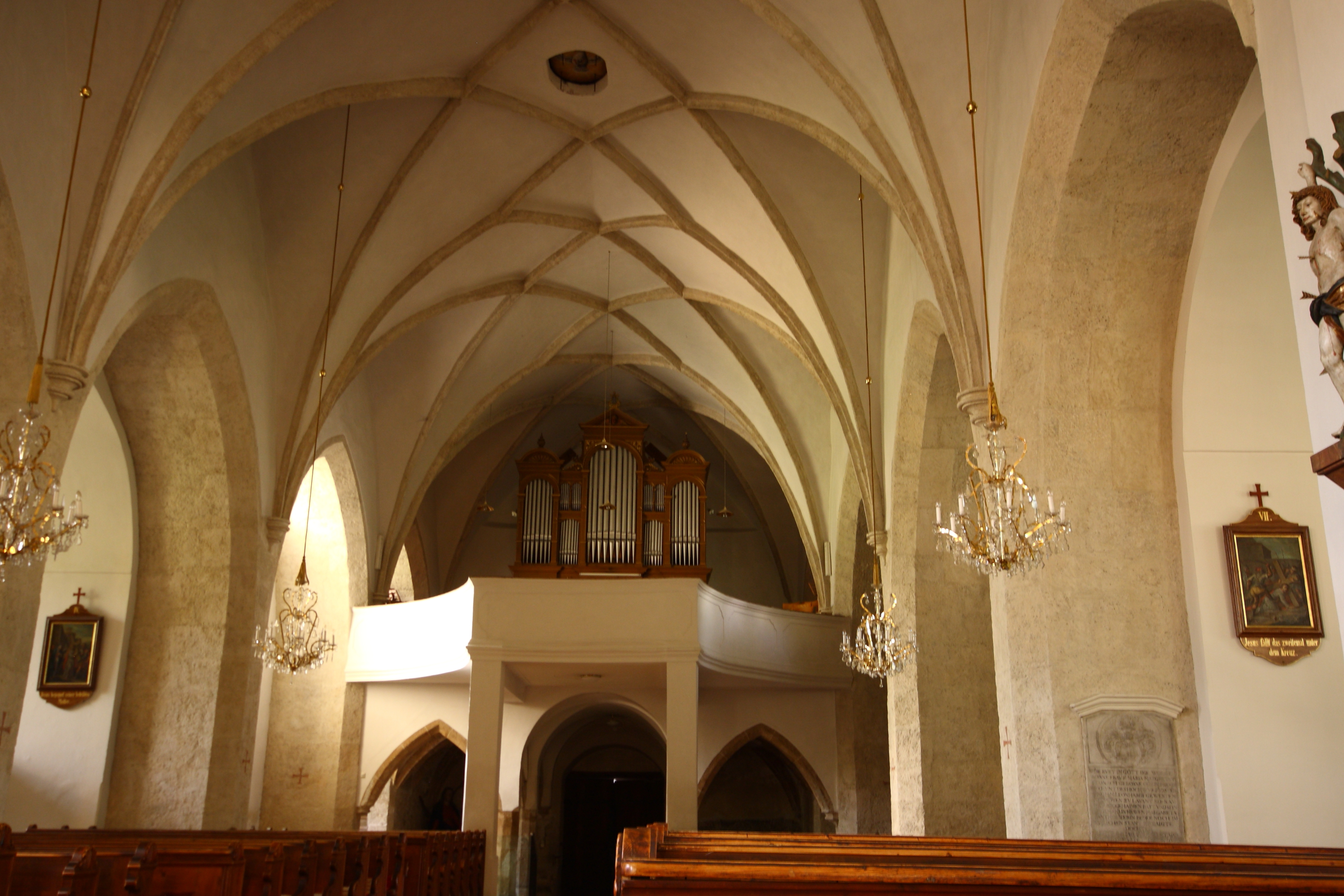
Langhaus, Blick zur Empore

Die römisch-katholische Pfarrkirche Irdning steht in der Ortschaft Irdning in der Marktgemeinde Irdning-Donnersbachtal im Bezirk Liezen in der Steiermark. Die dem Patrozinium der Hll. Petrus und Paulus unterstellte Pfarrkirche gehört zur Region Ennstal und Ausseerland (Dekanat Oberes Ennstal – Steirisches Salzkammergut) in der Diözese Graz-Seckau. Die Kirche und die ehemalige Friedhofsfläche stehen unter Denkmalschutz (Listeneintrag).

## Geschichte
Um 1145 wurde die Pfarre genannt. Von 1514 bis 1783 war die Pfarre dem Stift Rottenmann inkorporiert.
Der gotische Kirchenbau wurde von 1737 bis 1740 durch den Irdninger Maurermeister Matthäus Koch nach Osten erweitert. 1957/1958 war eine Restaurierung.
Von 1453 bis 1458 war Enea Silvio Piccolomini, der spätere Papst Pius II., Pfarrherr in Irdning.

## Architektur
Der mächtige gotische fünfgeschoßige Westturm trägt eine barocke Zwiebelhaube mit einer offenen Laterne. Das spätgotische spitzbogige Westportal ist verstäbt.
Außen am Chorschluss befindet sich ein Stuckrelief Immaculata mit einem Stuckvorhang aus dem 18. Jahrhundert. An der Langhaussüdseite gibt es eine zeitgleich entstandene Sonnenuhr mit einer feinen Stuckrahmung.
Das frühgotische vierjochige Langhaus mit eingestellten Strebepfeilern hat ein Netzrippengewölbe mit Zweiparallelrippen aus dem späten 15. Jahrhundert. Um 1489 entstand auch die spätgotische dreiachsige zweijochige Westempore mit einem unregelmäßigen Netzrippengewölbe aus Achteckpfeilern, die Empore hat eine vorgezogene barocke Erweiterung. An die zwei östlichen Langhausjoche wurden um die Mitte des 17. Jahrhunderts je zwei kreuzgratgewölbte Kapellen angebaut. Der breite dreijochige Chor mit einem Halbkreisschluss von 1737/1740 hat Platzlgewölbe, deren Gurte auf Pilastern mit zierlichen Kapitellen und Gesimsstücken ruhen. Im Norden gibt es ein zweijochiges kreuzgratgewölbtes Seitenschiff in der Verlängerung der Nordkapelle des Langhauses.

## Einrichtung
Der Hochaltar um 1750 zeigt ein Altarbild des Malers Philipp Carl Laubmann 1752. Es gibt einige Altäre in den Seitenkapellen.
Die mächtige Kanzel entstand im zweiten Viertel des 18. Jahrhunderts.
Es gibt eine spätgotische Statue hl. Sebastian um 1515/1520 aus der Werkstatt des Lienhart Astl. In der Sakristei ist der Fuß eines spätgotischen Marmor-Sakramentenhäuschens von 1521 als Lavabo in Verwendung.

## Grabdenkmäler
Außen
- Grabstein mit einer Reliefbüste vom Bildhauer Michael Nußbaumer zu Josefine Tunner, gestorben 1822.

Innen
- Es gibt ein Totenschild zu Adam von Welsersheim, 1687.
- Wappengrabstein aus weißem Marmor zu Maria Margareta von Stainach, gestorben 1656.
- Rotmarmorsteine zu Karl Friedrich Welsersheim gestorben 1686 und zu Johann Adam Welsersheim, gestorben 1687.